# 1278 en santé et médecine
| Années de la santé et de la médecine : 1275 - 1276 - 1277 - 1278 - 1279 - 1280 - 1281    |
| Décennies de la santé et de la médecine : 1240 - 1250 - 1260 - 1270 - 1280 - 1290 - 1300 |

Cet article présente les faits marquants de l'année 1278 en santé et médecine.

## Événements

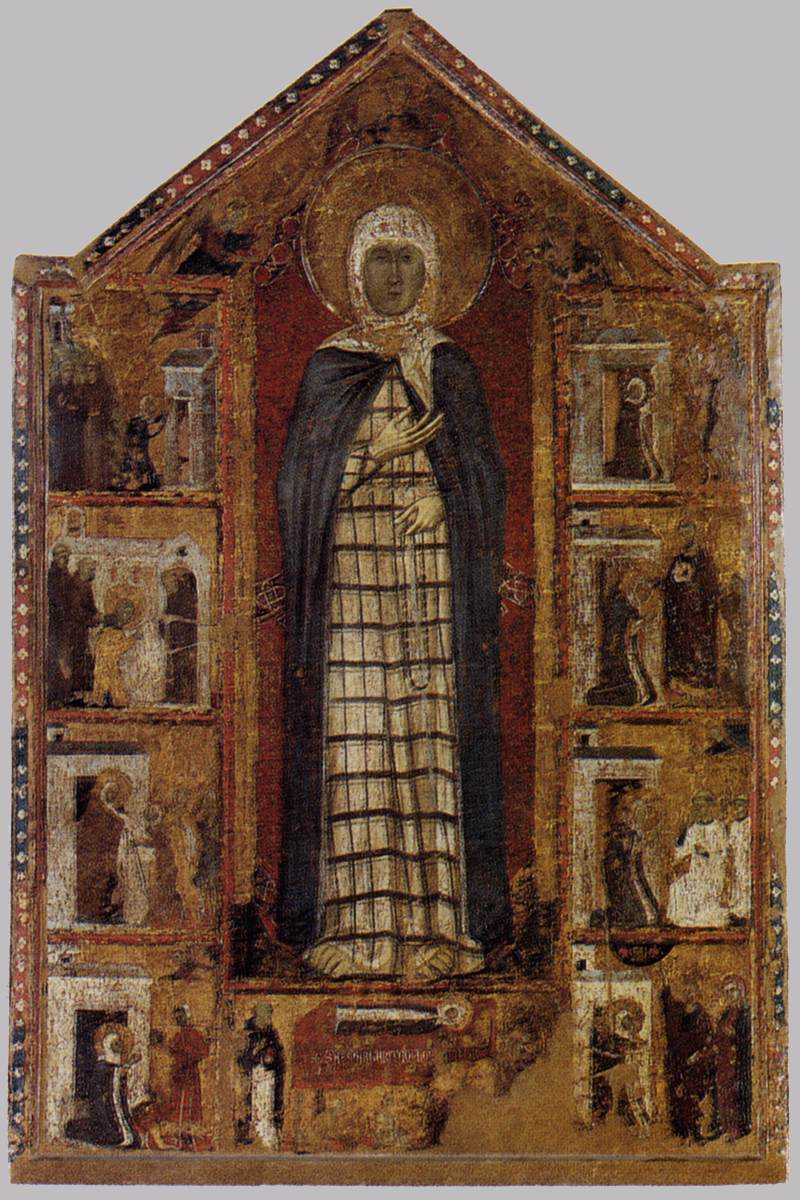
Marguerite de Cortone
Anonyme (c. 1298)
Musée diocésain, Cortone

- Fondation de la léproserie de la bastide de Barran, dans le comté d'Armagnac[1].
- Marguerite de Flandre fonde l'hospice Saint-Aubert à Gand, sur le quai au Bois, à l'usage des béguines pauvres[2].
- L'hôpital Saint-Jean de Leipzig, en Allemagne, est mentionné pour la première fois, comme léproserie[3].
- Fondation de St. Mary's Hospital à Great Yarmouth dans le Norfolk, en Angleterre[4].

- Marguerite de Cortone fonde l'hôpital de la Miséricorde (ospedale della Misericordia) à Cortone dans la région d'Arezzo en Toscane[5].
- Le pape Nicolas III place sous la juridiction de l'Hôpital les frères pontifes installés sur la Durance au gué dit de Maupas, puis de Bonpas, « pour y accueillir les voyageurs et leur faire traverser la rivière en toute sécurité[6] ».
- L'école de médecine de l'université de Paris, en se donnant des statuts particuliers et en se séparant des nations « qui toutes étaient renfermées dans la faculté des arts », se constitue ainsi en « faculté » au sens nouveau de « compagnie » et non plus de « discipline[7] ».
- Le tribunal des Treize de la république de Metz, en Lorraine, ordonne et réglemente la séquestration des lépreux, menaçant les contrevenants de la perte d'une oreille ou du supplice de la xippe[8],[9].
- Venu de l'arabe « al-kuhl[10] » qui désigne une préparation d'antimoine, le mot « alcohol » est attesté pour la première fois, dans la langue des alchimistes espagnols ; mais il ne prendra son sens actuel qu'à partir du début du XVIe siècle[11].

## Publication
- 1278 ? :  Charles d’Anjou, roi de Sicile, envoie une ambassade auprès du sultan hafside de Tunis, Yahya II[12], pour lui emprunter le manuscrit du Kitab al-hawi fi al-tibb de Rhazès, dont le médecin juif Faraj ben Salim achèvera la traduction latine dès le 13 février de l'année suivante sous le titre de Continens (« Livre qui contient tout[13] »).

## Personnalités
- Fl. Jean de L'Ort, médecin cité dans le testament d'Eldine de Neyrat, fille d'Eldin Clairépée et veuve de Gaston Ier, seigneur de Cournon[14].
- Fl. Philippot, barbier, valet de l'hôtel de Charles d'Anjou, roi de Sicile[14].

## Décès
- 30 juin : Pierre de La Brosse (né vers 1230), barbier chirurgien devenu chambellan des rois de France Saint Louis et Philippe III le Hardi[15].
- Robert de Montpellier (né à une date inconnue), nommé  apothicaire du roi (« speciarius regis ») en 1243 par le souverain anglais Henri III, et sheriff de Londres en 1262[16].